# Friedrich Kiehl Verlag
Der Friedrich Kiehl Verlag gehört als eigenständige Marke zum NWB Verlag. Der Kiehl Verlag hat sich auf Lehr- und Prüfungsliteratur für verschiedene Ausbildungsberufe, das betriebswirtschaftliche Studium und die Erwachsenenbildung spezialisiert. 1932 als Steuerrechtsverlag gegründet, gehört der Kiehl Verlag seit 1964 zum NWB Verlag. Seit dem 1. Januar 2010 sind die Marken Kiehl und NWB unter einem Dach verschmolzen, werden aber getrennt geführt. Gemeinsamer Sitz ist seit dieser Zeit Herne.

## Geschichte
Am 1. Oktober 1945 verlegte Friedrich Kiehl, der Leiter der Buch- und Steuerstelle der Kreishandwerkerschaft Ludwigshafen, seinen Verlag von Obervölklingen nach Ludwigshafen am Rhein. Der Kiehl Verlag gab zunächst die Pfälzisch-Hessischen Steuerbriefe heraus, ein aus DIN-A4-Blättern zusammengeheftetes Mitteilungsblatt, in dem angesehene Finanzbeamte als Autoren berichteten. In den Folgejahren kamen „Gebührensätze“ und die „Aktuelle Sammlung“ als regelmäßige Fortsetzungswerke hinzu, ebenso die Zeitschriften „Steuer- und Buchhaltung“ und der „Jungbuchhalter“, der spätere „JuSt – Junge Steuerfachleute“. Auch Steuerformulare und Steuertabellen lieferte der Kiehl Verlag aus.
Anfang der 1950er Jahre setzte der Kiehl Verlag verstärkt auf die Aus- und Weiterbildung. So wurde die Reihe "Prüfungsbücher für kaufmännische Ausbildungsberufe" gegründet, viele Titel wurden nach und nach zu Standardwerken. Die einzelnen Bände richteten sich an Auszubildende in verschiedenen kaufmännischen Berufen, angehende Steuerfachangestellte, Verwaltungsfachangestellte, Rechtsanwalts- und Notarfachangestellte sowie Medizinische und Zahnmedizinische Fachangestellte.
Seit 1964 gehört der Friedrich Kiehl Verlag zur NWB-Verlagsgruppe. Erscheinungsbild und Profil der Marke Kiehl bestehen seit dieser Zeit.
1974 startete die Reihe Kompendium der praktischen Betriebswirtschaft mit dem ersten Band „Kostenrechnung“. Sie wurde unter ihrem Herausgeber Klaus Olfert in den Folgejahren zum Flaggschiff des Verlags und umfasst heute mehr als 20 Bände für wirtschaftswissenschaftliche Studiengänge und die Weiterbildung.
Ab 1980 erweiterte der Kiehl Verlag sein Programm mit Prüfungsbüchern zur Vorbereitung auf die IHK-Prüfung der Fachwirte, Fachkaufleute, Betriebswirte und Industriemeister und zählt heute damit in der Erwachsenenbildung zu den führenden Anbietern auf dem deutschen Markt. So wurden von dem 21-bändigen „Kompendium der praktischen Betriebswirtschaft“ rund zwei Millionen Bücher abgesetzt. Die Bände „Organisation“, „Materialwirtschaft“ und „Marketing“ liegen sogar in chinesischer Übersetzung vor.

## Verlagsprogramm (Auswahl)

### Zeitschriften
- Die Büroberufe
- Die Großhandelskaufleute
- Die Industriekaufleute
- Die Steuerfachangestellten
- Prüfungstraining für Steuerfachangestellte
- Die Rechtsanwalts- und Notarfachangestellten
- Die Medizinische Fachangestellte
- Die Zahnmedizinische Fachangestellte

### Lehr- und Prüfungsliteratur für die Ausbildung
- Die Prüfung der Steuerfachangestellten
- Die Prüfung der Verwaltungsfachangestellten (auch mit alphabetischem Lexikon)
- Die Prüfung der Bürokaufleute
- Prüfungsklassiker für Industriekaufleute
- Trainingsmodule für Industriekaufleute
- Praktische Fälle aus der BWL
- Allgemeine Wirtschaftslehre für Büroberufe

### Lehr- und Prüfungsliteratur für die Erwachsenenbildung
- Die Prüfung der Wirtschaftsfachwirte
- Die Prüfung der Handelsfachwirte
- Die Prüfung der Steuerfachwirte
- Die Prüfung der Industriemeister
- Die Prüfung der Betriebswirte
- Die Prüfung der Bilanzbuchhalter
- Klausurentraining  Weiterbildung

### Fachliteratur für das betriebswirtschaftliche Studium
- Kompendium der praktischen Betriebswirtschaft
- Kompakt-Training Praktische Betriebswirtschaft
- Kompakt-Training Bilanzen
- Kompakt-Training Projektmanagement
- Modernes Marketing für Studium und Praxis
- Personalwirtschaft
- Finanzierung